# Сан Марино на Европском првенству у атлетици на отвореном 2010.
Сан Марино је учествовао на Европском првенству 2010. одржаном у Барселони, Шпанија, од 27. јула до 1. августа. Ово је било шесто европско првенство у атлетици на отвореном на којем је Сан Марино учествовао. Репрезентацију Сан Марина представљала су двоје спортиста (1 мушкараца и 1 жена). који су се такмичили у две дисциплине.
Такмичари нису постигли запаженије резултате, а оборен је један лични рекорд.

## Учесници
| Дисциплина | Мушкарци   | Жене           |
| ---------- | ---------- | -------------- |
| 100 метара |            | Сара Марончели |
| 400 м      | Ивано Бучи |                |

### Мушкарци
| Атлетичар  | Дисциплина | Лични рекорд | Квалификације | Квалификације | Полуфинале       | Полуфинале       | Финале           | Финале       | Детаљи                                |
| Атлетичар  | Дисциплина | Лични рекорд | Резултат      | Место         | Резултат         | Место            | Резултат         | Место        | Детаљи                                |
| ---------- | ---------- | ------------ | ------------- | ------------- | ---------------- | ---------------- | ---------------- | ------------ | ------------------------------------- |
| Ивано Бучи | 400 м      | 48,07        | 49,03         | 7 у др. 1     | Није се пласирао | Није се пласирао | Није се пласирао | 31 / 31 (33) | Архивирано на веб-сајту (6. јун 2012) |

### Жене
| Атлетичарка     | Дисциплина | Лични рекорд | Групе    | Групе     | Полуфинале        | Полуфинале        | Финале            | Финале      | Детаљи                                |
| Атлетичарка     | Дисциплина | Лични рекорд | Резултат | Место     | Резултат          | Место             | Резултат          | Место       | Детаљи                                |
| --------------- | ---------- | ------------ | -------- | --------- | ----------------- | ----------------- | ----------------- | ----------- | ------------------------------------- |
| Сара Мароничели | 100 м      |              | 12,64 ЛР | 7 у гр. 4 | Није се пласирала | Није се пласирала | Није се пласирала | 30 /31 (32) | Архивирано на веб-сајту (9. јун 2012) |